# Borovnice
Borovnice es una localidad del distrito de České Budějovice en la región de Bohemia Meridional, República Checa. Tiene una población estimada, a principios del año 2021, de 83 habitantes.
Se encuentra ubicada en el centro-sur de la región, en la zona de la selva de Bohemia, a poca distancia al sur de la ciudad de Praga, de la orilla del río Moldava —el más largo del país, afluente del río Elba— y al norte de la frontera con Austria.